# Velika nagrada Pikardije 1934
Velika nagrada Pikardije 1934 je bila neprvenstvena dirka za Veliko nagrado v sezoni 1934. Odvijala se je 27. maja 1934 v mestecu Péronne. 

## Poročilo

### Pred dirko
Zaradi dveh smrtnih nesreč na lanski dirki, so stezo upočasnili z dodatnimi šikanami. Na štartni listi je bil enajst dirkačev, tudi Jean Bénéjean, ki ni sodeloval še na nobeni dirki katerega koli tipa in je pred kratkim kupil dirkalnik Bugatti T51. 

### Dirka
Na štartu je povedel Benoit Falchetto, sledila sta mu Juan Zanelli in Raymond Sommer, ki je kmalu uspel prehiteti Zanellija in se prebiti na drugo mesto, čilenski dirkač pa je odstopil v osmem krogu zaradi okvare zadnjega vpetja. Robert Brunet se je dobro prebijal proti vrhu in uspel prehiteti tudi Louisa Braillarda za tretje mesto. V petnajstem krogu je neizkušeni Bénéjean izgubil nadzor nad dirkalnikom, ki se je prevrnil, nesrečnega dirkača pa je izvrglo. Zaradi hudih poškodb so mu morali amputirati nogo. Falchetto je z veliko prednostjo zmagal, na stopničke pa sta se uvrstila še Sommer in Brunet. Med dirko se je podrl del glavnih tribun.

## Rezultati

### Dirka
| Poz | Št | Dirkač            | Moštvo           | Dirkalnik        | Krogi | Čas/Odstop    | Št. m. |
| --- | -- | ----------------- | ---------------- | ---------------- | ----- | ------------- | ------ |
| 1   | 18 | Benoit Falchetto  | Ecurie Braillard | Maserati 8CM     | 20    | 1:31:53,6     | 8      |
| 2   | 2  | Raymond Sommer    | Privatnik        | Alfa Romeo Monza | 20    | + 1:39,0      | 1      |
| 3   | 4  | Robert Brunet     | Privatnik        | Bugatti T51      | 20    | + 4:32,4      | 2      |
| 4   | 20 | Louis Braillard   | Ecurie Braillard | Bugatti T51      | 19    | +1 krog       | ?      |
| 5   | 22 | Victor Marret     | Privatnik        | Bugatti T51      | 19    | +1 krog       | 9      |
| 6   | 6  | Jean Delorme      | Privatnik        | Bugatti T51      | 18    | +2 kroga      | 3      |
| 7   | 8  | Mlle. Hellé-Nice  | Privatnica       | Alfa Romeo Monza | 18    | +2 kroga      | 4      |
| Ods | 12 | Louis Delmot      | Privatnik        | Bugatti T51      | 16    |               | 5      |
| Ods | 14 | Jean Bénéjean     | Privatnik        | Bugatti T51      | 15    | Trčenje       | 6      |
| NC  | 22 | Victor Mouret     | Privatnik        | Bugatti T51      | 15    | +5 krogov     | 9      |
| Ods | 10 | Juan Zanelli      | Privatnik        | Alfa Romeo Monza | 8     | Zadnje vpetje | 10     |
| DNA | 20 | Luigi Chinetti    | Privatnik        | Alfa Romeo Monza |       |               |        |
| DNA | 24 | Willy Longueville | Privatnik        | Bugatti T51      |       |               |        |